# Morawica
Morawica è un comune urbano-rurale polacco del distretto di Kielce, nel voivodato della Santacroce.
Ricopre una superficie di 140,45 km² e nel 2006 contava 13 380 abitanti.